# Alliaria
Alliaria es un género de plantas con flores con 93 especies perteneciente a la familia Brassicaceae. Planta herbácea bienal que se extiende por el hemisferio norte.

## Descripción
Es una planta herbácea que forma matorrales y setos, alcanzando una altura de 30-90 cm y que desprende fuerte olor a ajo. Sus hojas de color verde, son erguidas, triangulares o acorazonadas de 10-15 cm de largo y 2-6 cm de ancho, pecioladas con los márgenes dentados. Forman una roseta basal. Las flores son pequeñas con 4 pétalos en cruz. El fruto es una vaina verde, erecta con cuatro lados, llamada silicua que contiene dos largas filas de semillas negras.

## Taxonomía
El género fue descrito por Heist. ex Fabr. y publicado en Enumeratio Methodica Plantarum 161. 1759.

## Especies aceptadas
A continuación se brinda un listado de las especies del género Alliaria aceptadas hasta septiembre de 2013, ordenadas alfabéticamente. Para cada una se indica el nombre binomial seguido del autor, abreviado según las convenciones y usos.
- Alliaria auriculata Kom.
- Alliaria brachycarpa M.Bieb.
- Alliaria petiolata (M.Bieb.) Cavara & Grande